# Богомолов, Николай Тимофеевич
Богомо́лов Никола́й Тимофе́евич (10 августа 1923 — 27 сентября 1981) — командир пулемётного расчета, Герой Советского Союза (1945).

## Биография
Родился 10 августа 1923 года в деревне Оленевка (ныне часть села Васильевка Ртищевского района) в семье крестьянина. Русский, член КПСС с 1944 года. Окончил неполную среднюю школу. Работал в колхозе учётчиком тракторной бригады и заведующим избой-читальней.
В Красной Армии с февраля 1942 года. С июня 1942 воевал на Сталинградском, Брянском, 1 и 2-м Белорусских фронтах. Трижды тяжело ранен. Принимал участие в Сталинградской и Курской битвах, освобождении Белоруссии и Польши.
После окончания войны вернулся в Макаровский район (ныне часть Ртищевского района). В 1947 году был избран председателем Северского сельсовета. При его участии в Северке построена средняя школа. Избирался депутатом областного Совета депутатов трудящихся, работал заместителем председателя колхоза «Рассвет» (Северка). Похоронен в селе Северка Ртищевского района.

## Награды
- Герой Советского Союза (24 марта 1945) — за отвагу и доблесть, проявленные при форсировании реки Друть и уничтожение пулемётным огнём 130 гитлеровцев.
- Орден Ленина (1945)
- Орден Отечественной войны 1-й степени (1945)
- Орден Красной Звезды (1943)
- Орден Славы 3-й степени (1944)
- Медаль «За отвагу» (1943)
- Медаль «За оборону Сталинграда» и другие.

## Память
- 8 мая 1986 года в селе Северке около школы был установлен памятник Н. Т. Богомолову.
- 15 сентября 1990 года в городе Ртищево на доме по адресу улица Красная, 1, в котором с 1975 по 1981 годы проживал Н. Т. Богомолов, была установлена памятная доска[1][2].
- Мемориальная доска в память о Богомолове установлена Российским военно-историческим обществом на здании Северской средней школы, где он учился.